# Adesmus leucodryas
Adesmus leucodryas là một loài bọ cánh cứng trong họ Cerambycidae.